# Neuendorf B
Neuendorf B is een plaats en voormalige gemeente in de Duitse deelstaat Mecklenburg-Voor-Pommeren, en maakt deel uit van de gemeente Spantekow in de Landkreis Vorpommern-Greifswald.

## Geschiedenis
Tot eind 2011 was Neuendorf B een zelfstandige gemeente met de Ortsteilen Janow en Neuendorf B. Sinds 1 januari 2012 maken de beide Ortsteilen deel uit van de gemeente Spantekow.

## Verkeer
Neuendorf B ligt aan de Bundesstraße 199.

## Bezienswaardigheden
- De Feldsteinkirche uit de 15e eeuw.